# Denemarken op de Olympische Winterspelen 1998
Tijdens de Olympische Winterspelen van 1998, die in Nagano (Japan) werden gehouden, nam Denemarken voor de negende keer deel.

## Medailleoverzicht
| Sport   | Olympiër                                                                  | Discipline | Medaille |
| ------- | ------------------------------------------------------------------------- | ---------- | -------- |
| Curling | Helena Blach Lavrsen Margit Pörtner Dorthe Holm Trine Qvist Jane Bidstrup | vrouwen    | Zilver   |

## Deelnemers en resultaten
(m) = mannen, (v) = vrouwen 

### Alpineskiën
| Olympiër          | Discipline       | Resultaat | Prestatie                       |
| ----------------- | ---------------- | --------- | ------------------------------- |
| Tejs Broberg      | super g (m)      | 35e       | 1.41,09 (+6,27)                 |
| Tejs Broberg      | reuzenslalom (m) | 27e       | 2.47,14 (+8,63) 1.25,14+1.22,00 |
| Tejs Broberg      | combinatie (m)   | dnf-s1    | opgave slalom run 1             |
| Arne Hardenberg   | slalom (m)       | dnf-1     | opgave run 1                    |
| Arne Hardenberg   | combinatie (m)   | dnf-s1    | opgave slalom run 1             |
|                   |                  |           |                                 |
| Katrine Hvidsteen | reuzenslalom (v) | dnf-1     | opgave run 1                    |
| Katrine Hvidsteen | slalom (v)       | dnf-2     | opgave run 2 51,10+dnf          |

### Curling
| Olympiër                                                                  | Discipline | Resultaat | Prestatie |
| ------------------------------------------------------------------------- | ---------- | --------- | --- |
| Helena Blach Lavrsen Margit Pörtner Dorthe Holm Trine Qvist Jane Bidstrup | vrouwen    | Zilver    | Groepsfase: 6- 5 Denemarken - Duitsland 9- 3 Denemarken - Groot-Brittannië 4- 5 Denemarken - Zweden 5- 9 Denemarken - Canada 8- 5 Denemarken - Verenigde Staten 6- 4 Denemarken - Japan 8- 3 Denemarken - Noorwegen Halve finale: 7- 5 Denemarken - Zweden Finale: 5- 7 Denemarken - Canada |

### Freestyleskiën
| Olympiër      | Discipline | Resultaat | Prestatie                         |
| ------------- | ---------- | --------- | --------------------------------- |
| Anja Bolbjerg | moguls (v) | 13e       | 22,09 p. (kwalificatie: 22,41 p.) |

### Kunstrijden
| Olympiër         | Discipline | Resultaat | Prestatie                              |
| ---------------- | ---------- | --------- | -------------------------------------- |
| Michael Tyllesen | mannen     | 9e        | 15,5 p. (korte kür: 9 - lange kür: 11) |

### Langlaufen
| Olympiër       | Discipline                    | Resultaat | Prestatie                             |
| -------------- | ----------------------------- | --------- | ------------------------------------- |
| Michael Binzer | 10 km klassiek (m)            | 46e       | 30.14,2 (+2.49,7)                     |
| Michael Binzer | 30 km klassiek (m)            | 58e       | 1:49.42,2 (+15.46,4)                  |
| Michael Binzer | 50 km vrije stijl (m)         | 41e       | 2:19.20,7 (+14.12,5)                  |
| Michael Binzer | achtervolging 10 km+15 km (m) | 41e       | +5.34,3 (10 km:30.14 + 15 km:42.22,0) |

### Snowboarden
| Olympiër       | Discipline       | Resultaat | Prestatie                       |
| -------------- | ---------------- | --------- | ------------------------------- |
| Mike Kildevæld | reuzenslalom (m) | 15e       | 2.10,42 (+6,46) 1.02,75+1.07,67 |

Amerikaanse Maagdeneilanden · Andorra · Argentinië · Armenië · Australië · Azerbeidzjan · België · Bermuda · Bosnië en Herzegovina · Brazilië · Bulgarije · Canada · Chili · China · Chinees Taipei · Cyprus · Denemarken · Duitsland · Estland · Finland · Frankrijk · Georgië · Griekenland · Groot-Brittannië · Hongarije · Ierland · IJsland · India · Iran · Israël · Italië · Jamaica · Japan · Joegoslavië · Kazachstan · Kenia · Kirgizië · Kroatië · Letland · Liechtenstein · Litouwen · Luxemburg · Macedonië · Moldavië · Monaco · Mongolië · Nederland · Nieuw-Zeeland · Noord-Korea · Noorwegen · Oekraïne · Oezbekistan · Oostenrijk · Polen · Portugal · Puerto Rico · Roemenië · Rusland · Slovenië · Slowakije · Spanje · Trinidad en Tobago · Tsjechië · Turkije · Uruguay · Venezuela · Verenigde Staten · Wit-Rusland · Zuid-Afrika · Zuid-Korea · Zweden · Zwitserland